# Ambonus yucatanus
Ambonus yucatanus är en skalbaggsart som först beskrevs av Fuchs 1961.  Ambonus yucatanus ingår i släktet Ambonus och familjen långhorningar. Inga underarter finns listade i Catalogue of Life.